# موتور القایی خطی

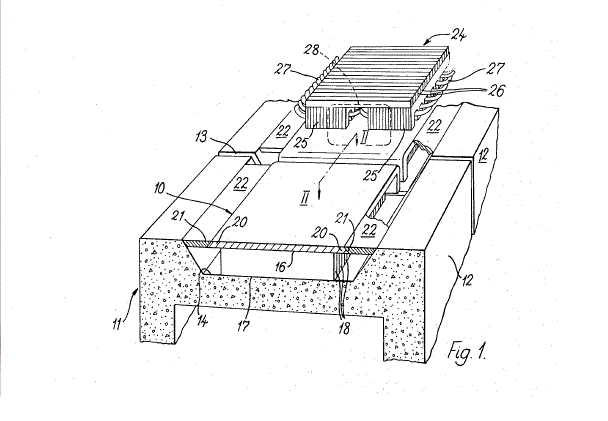

موتور القایی خطی یک موتور خطی آسنکرون جریان متناوب است که با همان مبانی عمومی موتورهای الکتریکی دیگر کار می‌کند ولی طراحی شده‌است تا حرکت را مستقیماً در یک خط راست تولید کند.
امروزه موتورهای خطی در تمام ماشین‌هایی که نیازمند حرکت خطی (بر خلاف حرکت دورانی) هستند به کار گرفته می‌شود.
نوع بسیار معروف این نوع موتورها که سرعت بالایی تولید می‌کنند، مگلوها هستند.
مگلو سفری امن و پرسرعت را تأمین می‌کنند ولی گران‌قیمت هستند و با سیستم ریلهای معمولی سازگار نیستند.
موتورهای القایی خطی برخلاف اسمشان همیشه حرکت خطی تولید نمی‌کنند.
برخی از این نوع موتورها حرکت دورانی را در شعاع بزرگ ایجاد می‌کنند. چرا که در حالت اخیر استفاده از موتور دورانی بسیار هزینه بر خواهد بود.

## تاریخچه
تاریخچه موتور خطی القایی به دههٔ ۱۸۴۰ بر می‌گردد. جایی که «چارلز ویتستون» در کالج کینگ لندن کار می‌کرد؛ ولی مدل ویتستون بیش از حد ناکارآمد بود تا که عملی شود.
مهندس آلمانی «هِرمَن کِمپِر» در سال ۱۹۳۵ موفق شد یک نمونه که کار می‌کرد را بسازد.
در دههٔ ۱۹۴۰، پروفسور لیتویت موفق شد یک نمونه با ابعاد واقعی بسازد که به درستی کار می‌کرد.
در دههٔ ۱۹۶۰ میلادی تحقیقات اریک لیتویت بر روی موتورهای خطی منجر به تجدید جذابیت ایدهٔ مگنت‌های شناور یا همان قطارهای شناور (مگلو) شد.
در همان سال‌ها، محقق دانشگاه ماساچوست، «هنری کلم» Magnaplane را پیشنهاد داد که می‌توانست ۲۰٬۰۰۰ نفر را با سرعت۳۲۰ کیلومتر بر ساعت حمل کند.
هرچند در سال ۱۹۶۷ یک نمونهٔ آزمایشی در کلورادو تست شد ولی بنابر مشکلات سیاسی آمریکا اسن طرح در سال ۱۹۷۵ بایگانی شد.

## ساختار

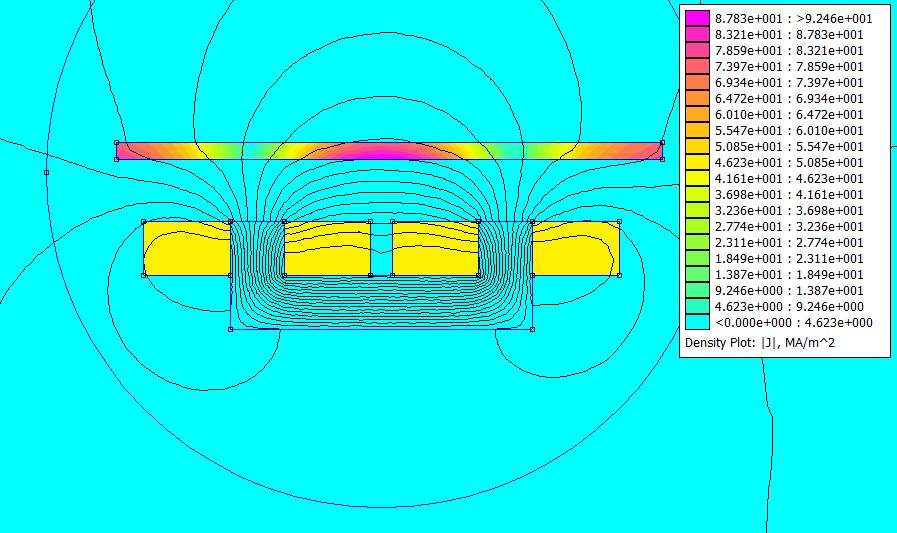
شبیه‌سازی مقطع عرضی یک رود مغناطیسی که بر اساس چگالی جریان الکتریکی رنگ شده‌است.

در نسخهٔ یک طرفه میدان مغناطیسی می‌تواند نیروی دافعه‌ای ایجاد کند که هادی را از استاتور دور یا به عبارت دیگر شناور می‌کند و در مسیر میدان مغناطیسی متحرک حمل می‌کند.
لیتویت این وضعیت را رود مغناطیسی نامید.
این نسخه‌ها از موتور القایی خطی از قواعدی که «شار متقاطع» نامیده می‌شوند پیروی می‌کنند که در آن دو قطب ناهمنام کنار به کنار قرار گرفته‌اند. این کار اجازهٔ استفاده از قطب‌های بسیار طویل را می‌دهد که خود باعث سرعت و کارایی بالا می‌شود.
اولیهٔ موتور القایی خطی عموماً شامل یک هستهٔ مغناطیسی تخت (معمولاً ورقه ورقه شده) با شیارهای اریب است که کویل‌ها درون شیارها قرار می‌گیرند.
به هر فاز یک قطب متناوب داده می‌شود به‌طوری‌که فازهای مختلف از نظر فیزیکی روی هم بیفتند.
متداول است که ثانویه یک ورقه از جنس آلومینیوم باشد که گاهی با یک ورقهٔ آهنی در پشت همراه است.
برخی از موتورهای القایی خطی دوطرفه‌اند که یک اولیه در هر طرف ثانویه قرار دارد. در این حالت به پشتی آهنی نیازی نیست.

## مبانی

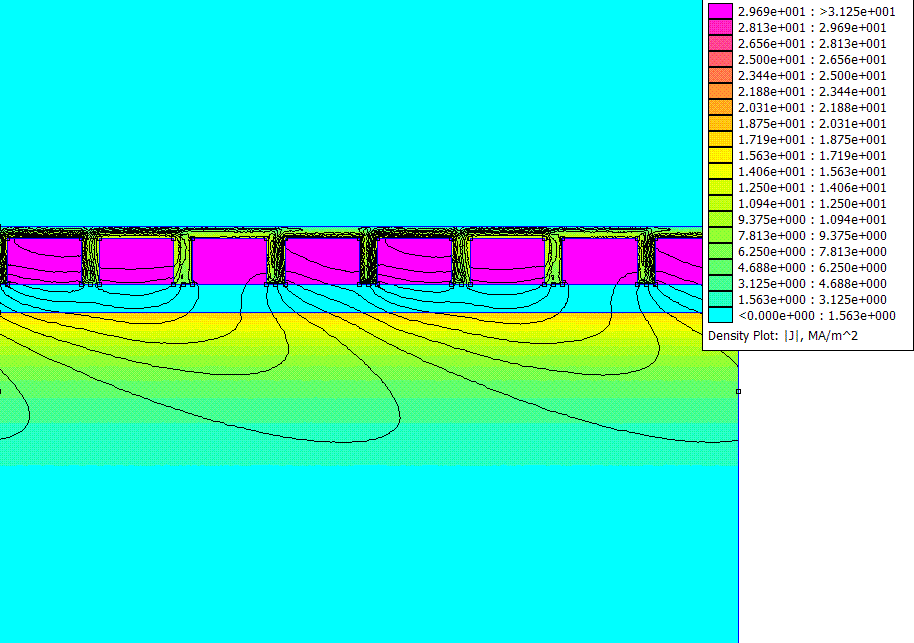

در طراحی این نوع موتورها، نیرو توسط میدان مغناطیسی متحرک خطی که بر روی هادی‌های درون میدان تأثیر می‌گذارد، ایجاد می‌شود. در هر رسانایی که در میدان مغناطیسی قرار بگیرد، اعم از کویل‌ها یا یک صفحهٔ تخت فلزی ساده، طبق قانون لنز جریان‌های گردابی القایی که با جهت میدان مخالفت می‌کنند به وجود خواهد آمد. این دو میدان مخالف هم یکدیگر را دفع می‌کنند و لذا باعث ایجاد حرکت می‌شوند.
{\displaystyle n_{s}=2f_{s}/p}
که در آن n سرعت سنکرون {\displaystyle f_{s}} فرکانس اعمال شده‌است و P تعداد قطب است
{\displaystyle v_{s}=2tf_{s}}
که در آن {\displaystyle v_{s}} سرعت سنکرون ، t گام قطب و f فرکانس منبع است.
هرگاه لغزش لحاظ شود، سرعت مطابق رابطه زیر است:
{\displaystyle v_{r}=(1-s)v_{s}}

## نیروها

### فشار محوری

فشار محوری به عنوان تابعی از لغزش

پیشرانهٔ موتور القایی خطی مشابه موتور القایی معمولی است؛ نیروی پیشران مشخصهٔ تقریباً مشابهی دارد که با لغزش مرتبط است، اگرچه به خاطر وجود اثر انتهایی دست‌خوش تغییراتی است.

### اثر انتهایی
بر خلاف موتورهای القایی، موتور القایی خطی اثر انتهایی از خود نشان می‌دهد. این باور وجود دارد که تلفات در کارکرد اثر انتهایی به خاطر این است که انرژی مغناطیسی به علت وجود سرعت نسبی بین اولیه و ثانویه از دور می‌شود و از بین می‌رود.
در وهلهٔ اول LIM یک حشیه ورودی دارد که در آن یک هادی ثانویه دائماً تحت تأثی میدان مغناطیسی قرار می‌گیرد. جریان ثانویه در حاشیه ورودی تمایل دارد از تشکیل شار شکاف هوایی جلوگیری کند در نتیجه چگالی شار در حاشیه ورودی به‌طور عمده کمتر از چگالی شار در مرکز LIM است. بخش ابتدایی موتور یک لبهٔ خروجی دارد که در آن هادی ثانویه مستمراً از بین می‌رود. یک جریان در هادی ثانویه ثابت می‌ماند و این امر پس از زمانی روی می‌دهد که این جریان به منظور تثبیت شار حاشیه خروجی را ترک کرده‌است. این جریان مثاومت مقاوم زیادی را تولید می‌کند. این حاشیه‌ها در حاشیه‌های ورودی و خروجی به عنوان اثر انتهایی در ماشین خطی نامیده می‌شود.
اثر انتهایی فشار ماکزیممی را که موتور می‌تواند تولید کند را کاهش می‌دهد.
به‌طور کلی این تأثیر در سرعت بالا بیشتر است.

## تفاوت‌های عمده با موتور القایی
- در موتور با حرکت دورانی عموماً روتور شامل هادی‌هایی است که به‌طور طبیعی از هم مجزا شده‌اند یا به فرم قفسی یا به فرم سیم پیچی شده‌اند. در صورتی که در یک موتور خطی می‌توان روتوری داشت که به‌طور ساده از یک ورق یا صفحه سخت هادی و جریان‌های القا شده در بدنه همین ورقه یا صفحه گردش می‌نمایند.
- در صورتی‌که در یک موتور خطی همواره می‌توان به دو استاتور برخورد نمود که در مقابل هم قرار گرفته‌اند، که بدین وسیله مسیر بسته شدن خطوط فوران را آسانتر نموده و همین‌طور اندازهٔ اندوکتانس را در فاصله هوایی افزایش می‌دهد. البته در این حالت اندازه ضخامت در حد امکان بزرگتر خواهد بود.
- در یک موتور آسنکرون گردان عموماً یک استاتور ثابت روتور گردان و گاهی روتور ثابت و استاتور گردان داشت گاهی استاتور طویل تر (بینهایت) از رتور و گاهی روتور طویل تر (بینهایت) از استاتور می‌باشد.

## محاسبه نیروی محرکه مغناطیسی
برای نیروی محرکه مغناطیسی می‌توان یک عبارت تقریبی را محاسبه نمود که در آن از آثار انتهایی روتور و استاتور صرفنظر شده. فرض می‌کنیم که استاتور دارای ساختمانی که به یک فاصله گام قطبی محدود گردیده باشد هر اندوکتور استاتور ۱ و ۲ شامل سه بوبین که دارای محورهایی موازی با هم و در امتداد z می‌باشند؛ و به ترتیب به اندازه فاصله 𝜆/۳ در امتداد محور y از هم قرار دارند. اندوکسیون لغزنده حاصل از اندوکتورها را می‌توان همانند موجی با توزیع سینوسی فرض نمود:که تابعی از فضا و زمان که در امتداد محور v با سرعتی برابر 𝑈_۰ تغییر مکان می‌دهد.
{\displaystyle F={\frac {P}{sU_{0}}}}
𝜆 فاصلهٔ خطی بین محورهای دو بوبین متوالی معلق متعلق به یک فاز بر حسب متر است. همچنین 𝜆 را مقدار طول موج یا فاصلهٔ گام خطی نیز می‌گویند.

## طرز کار

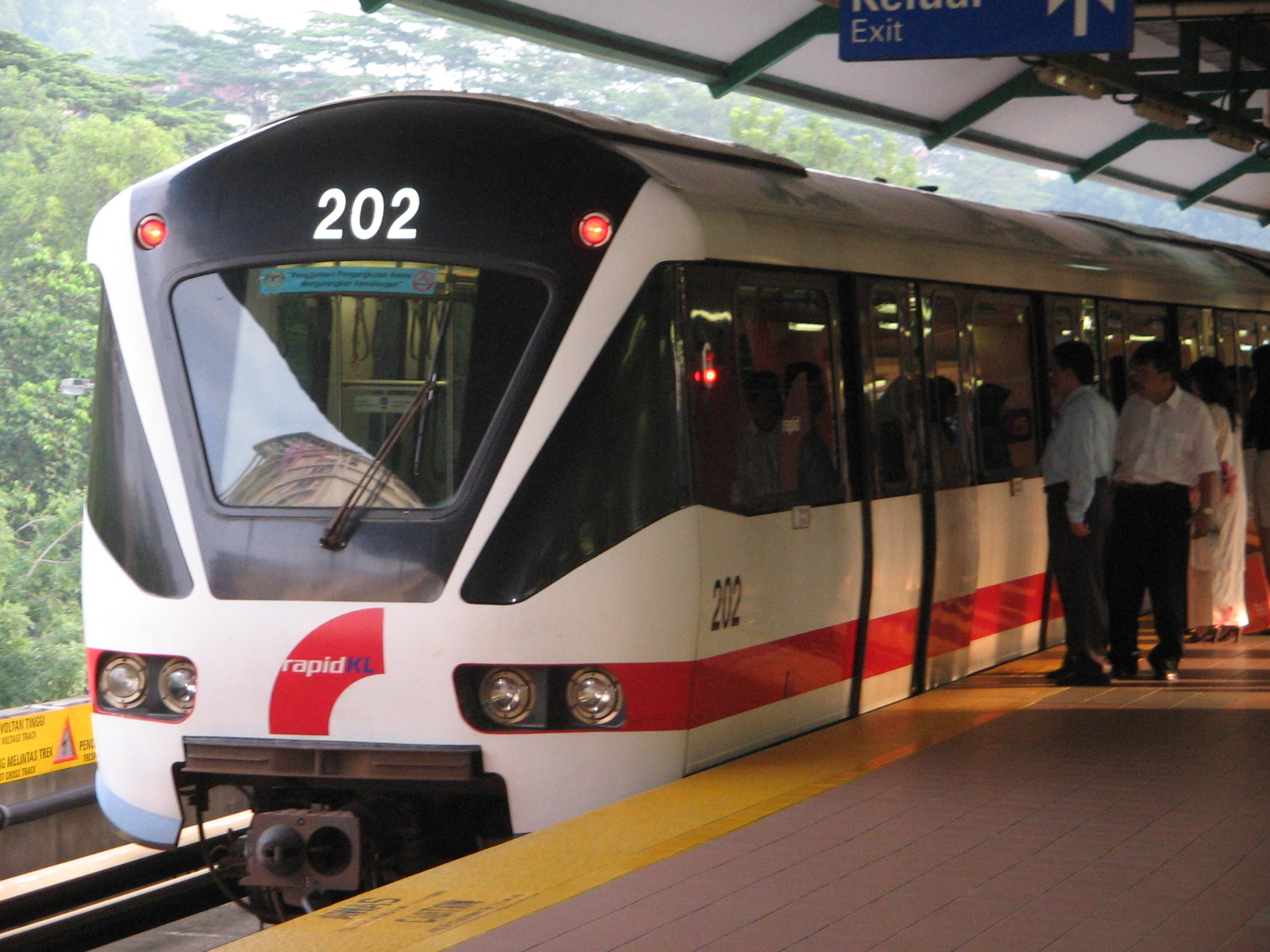
مترو با موتور القایی خطی

وقتی اولیه یک موتور خطی القایی توسط یک منبع سه فاز متعادل تحریک شود، به جای شار دورانی سه فاز، یک شار القایی متحرک در اولیه ایجاد می‌شود که می‌تواند در تمام طول اولیه حرکت کند. بنابر حرکت نسبی بین شار متحرک و هادی‌ها جریان الکتریکی در هادی آلومینیومی ثانویه القا می‌شود. این جریان القایی با موج شار عبوری واکنش متقابل نشان می‌دهد و منجبر به ایجاد نیروی خطی F می‌شود. اگر ثانویه ثابت باشد و اولیه بتواند آزادانه حرکت کند، این نیرو اولیه را در جهت نیروی وارد شده حرکت می‌دهد که حرکت مستقیم الخط را در پی دارد.

## کاربردها
- این نوع موتورها معمولاً در جاهایی که به نیروی غیرتماسی نیاز است استفاده می‌شوند.
- این نوع موتور در پمپ کرن مذاب فلزات کاربرد دارد.
- این نوع موتور در بستر دریا و برای تولید برق از انرژی موج استفاده می‌شود.

## مزیت‌ها
- این نوع موتورها به دلیل شناور بودن، نیاز به تعمیر و نگهداری چندانی ندارند.
- مزیت دیگر استفاده از این موتور این است که اثر شناوری را بدست می‌دهند.